# Porta logica molecolare
Una porta logica molecolare è una molecola che esegue un'operazione logica in base a uno o più input logici e producendo un singolo output logico. Molta ricerca accademica è dedicata allo sviluppo di questi sistemi e attualmente esistono molti prototipi. A causa della loro utilità potenziale nell'aritmetica queste macchine molecolari sono anche dette molecolatori.
Le porte logiche molecolari funzionano con segnali di ingresso basati su processi chimici e segnali di output basati sulla spettroscopia. Uno dei primi sistemi basati su soluzioni acquose sfrutta il comportamento chimico dei composti A e B come rappresentato nello schema 1.
Il composto A è una olefina spingi/tira (push-pull) con il recettore in alto contenente quattro gruppi anionici di acido carbossilico (e contro-cationi non dischiusi) in grado di legarsi al calcio. La parte inferiore è una molecola di chinolina che è un recettore per gli ioni di idrogeno. La porta logica opera come viene spiegato qui di seguito.
Senza nessun input chimico di Ca2+ o H+, il cromoforo mostra un massimo di assorbanza nella spettroscopia ultravioletta/visibile (UV/VIS) a 390 nm. Quando il calcio viene introdotto, ha luogo uno spostamento verso il blu e l'assorbanza a 390 nm diminuisce. Allo stesso modo l'aggiunta di protoni provoca uno spostamento verso il rosso e quando entrambi i cationi sono nell'acqua, il risultato finale è l'assorbimento ai 390 nm iniziali. Questo sistema rappresenta una porta logica XNOR nell'assorbimento e una porta logica XOR nella trasmittanza.
Nel composto B la sezione inferiore contiene ora un gruppo amminico terziario in grado anche di legarsi ai protoni. In questo sistema ha luogo la fluorescenza soltanto quando entrambi i cationi sono presenti e dunque il sistema rappresenta una porta logica AND.
Con entrambi i sistemi in parallelo e con il monitoraggio della trasmittanza per il sistema A e la fluorescenza per il sistema B il risultato è un half-adder in grado di riprodurre l'equazione 1+1=2.
In una modifica del sistema B non due ma tre input chimici sono simultaneamente processati in una porta logica AND. Un segnale di fluorescenza intensificata dal composto, descritto sotto, è ottenuto solo in presenza di idrogeno, zinco e ioni di sodio attraverso l'interazione rispettivamente con l'ammina, i carbossili e i recettori eteri corona, e questo sistema può essere potenzialmente applicato nello screening della malattia (lab-on-a-molecule) perché questi ioni sono tutti fisiologicamente rilevanti.
In un altro sistema di porta logica XOR, la chimica è basata sullo pseudorotassano descritto nello schema 3. In una soluzione organica, il sale (rod) di diazapirenio carente di elettrone e le unità di 2,3-diossinaftalene ricche di elettroni dell'etere corona (anello) si auto-assembla tramite la formazione di un complesso a trasferimento di carica.
Una ammina terziaria aggiunta, come la tributilammina, forma un addotto di 1:2 con il diazapirene e il complesso si smembra. Questo processo è accompagnato da un aumento della intensità di emissione a 343 nm derivanti dall'etere corona liberato.
L'acido trifluorometansolfonico aggiunto reagisce con l'ammina e il processo ritorna allo stato iniziale. L'acido in eccesso blocca l'etere corona per mezzo della protonazione e il complesso e nuovamente disfatto.
Un sistema full-adder basato sulla fluoresceina è in grado di calcolare 1+1+1=3.